# Liste der Monuments historiques in Randevillers
Die Liste der Monuments historiques in Randevillers führt die Monuments historiques in der französischen Gemeinde Randevillers auf.

## Liste der Objekte
| Bezeichnung | Beschreibung                                              | Standort                                    | Kennzeichnung | Schutzstatus | Datum | Bild |
| ----------- | --------------------------------------------------------- | ------------------------------------------- | ------------- | ------------ | ----- | ---- |
| Glocke      | Bronze, 1680 gegossen; angeblich aus dem Kloster Vaucluse | in der Kirche Nativité-de-Notre-Dame (Lage) | PM25001256    | Classé       | 1942  |      |